# Atari Jaguar
Atari Jaguar（アタリ ジャガー）は、アタリが1993年に発売した家庭用ゲーム機である。

## 概要
アメリカでは1993年11月23日に250ドル（約3万円）で発売された。
日本では1994年12月8日に発売された。全世界累計販売台数は12.5万台と少ない。

## ハードウェア
64ビットシステムバスを採用し、CPU（MPU）にはMC68000が使われており、64ビットの能力を持ったグラフィックスカードを搭載した32ビットマシンである。
コントローラーは、方向キーとA・B・Cボタン（のちに6ボタンコントローラーも登場する）、Option、Pauseスイッチ（他機種でのSELECT、STARTに相当）、その下にテンキー様のボタンが12個付いている。テンキーにはゲームソフト付属のオーバーレイを被せ、補助的な操作を担う。コントローラの評価は高くなく、また本体との接続に利用されたD-sub端子が抜け落ちやすかった。そのため、IGNが2006年に掲載した「最悪なゲームコントローラー TOP10」のトップに選ばれ、寸評では「ネズミが家のどこかで屁をしたら抜け落ちる」と記された。

## 仕様
ジャガーは3つのチップに都合5つのプロセッサを装備したマシンである。これらは全て並列に動作できる。
- CPU
  - "Tom"（主に画像処理）, 26.59 MHz
    - 32ビット RISC Graphics Processing Unit（GPU）（#1） - 4KBキャッシュ。実質的にはCPU扱いされる。プログラマブル画像エフェクト、3D処理用の命令セットを持つ。
    - 64ビット Object processor（#2） - 固定機能ビデオプロセッサ。スプライト処理、ピクセル処理など、様々な画像処理ユニットとして振る舞える。
    - 64ビット Blitter processor（#3） - コプロセッサ。zバッファとグーローシェーディングをハードウェアサポートしている。
    - 64ビット DRAM コントローラ　- 8ビット、16ビット、32ビットでも動作する。

  - "Jerry"  26.59MHz
    - 32ビット RISC Digital Signal Processor（#4） - 8KBキャッシュ。GPUと同じもので汎用に振る舞えるほか、オーディオ操作を対象とした命令セットも持つ。
    - CD音質サウンド（16ビットステレオ）　- ソフトウェアによる内蔵音源。
    - Wavetableシンセ、AMシンセ
    - クロック、タイマー、UART制御
    - ジョイスティック制御

  - モトローラ 68000（#5）「マネージャーとして使用される」システムプロセッサ。
    - 汎用用途 13.295MHz
- その他
  - メインメモリ: 2メガバイトDRAM　16ビットFastPageDRAM（80ns）512KB×４つ
  - カートリッジROM 最大6メガバイト
  - ComLynx I/Oをサポート

いずれのプロセッサもDRAMへのアクセス機能を持ち、DSP、GPUについては直接メモリ上のコードを実行できる。
他のゲーム機とは異なり、Jaguarの設計ではどれが正式なCPUという判断は付けにくい。68000は汎用用途となっているが、起動後はGPU・DSPともに汎用に使えるため、メインCPU基準で見るなら16ビット機、32ビット機、64ビット機、いずれの見方も可能である。
ただ、Object ProcessorとBlitterについては完全に64ビットで、その意味では「Jaguarは64ビット機」という表現は適切となる。汎用に使えるレジスタは、GPU・DSPの32ビット幅が最大なので「64ビットは単なるグラフィックス処理機能で実質32ビット機」という表現もまた正しい。基本的にはメモリアクセスの速度を稼ぐために、システムバス及び直結する演算用プロセッサを64ビットとし、制御系は32ビットでよいという設計方針である。
アタリはあくまでも「64Bits System」であるとし、「64Bits CPU」という表現は使っていない。

## ソフトウェア
ソフトウェアは、ファミリーコンピュータやメガドライブのカートリッジとほぼ同じ大きさのカートリッジで供給された。のちに後付けのCD-ROMドライブも発売される（Atari Jaguar CD）。本体にVLM（Virtual Light Machine）というソフトが内蔵されている。TEMPEST2000の作者Jeff Minterによるもので、CD再生させながら連動してCDデータを映像変換して表示するという映像ドラッグソフトである。

## Atari Jaguar CD

Atari Jaguar CDのロゴ

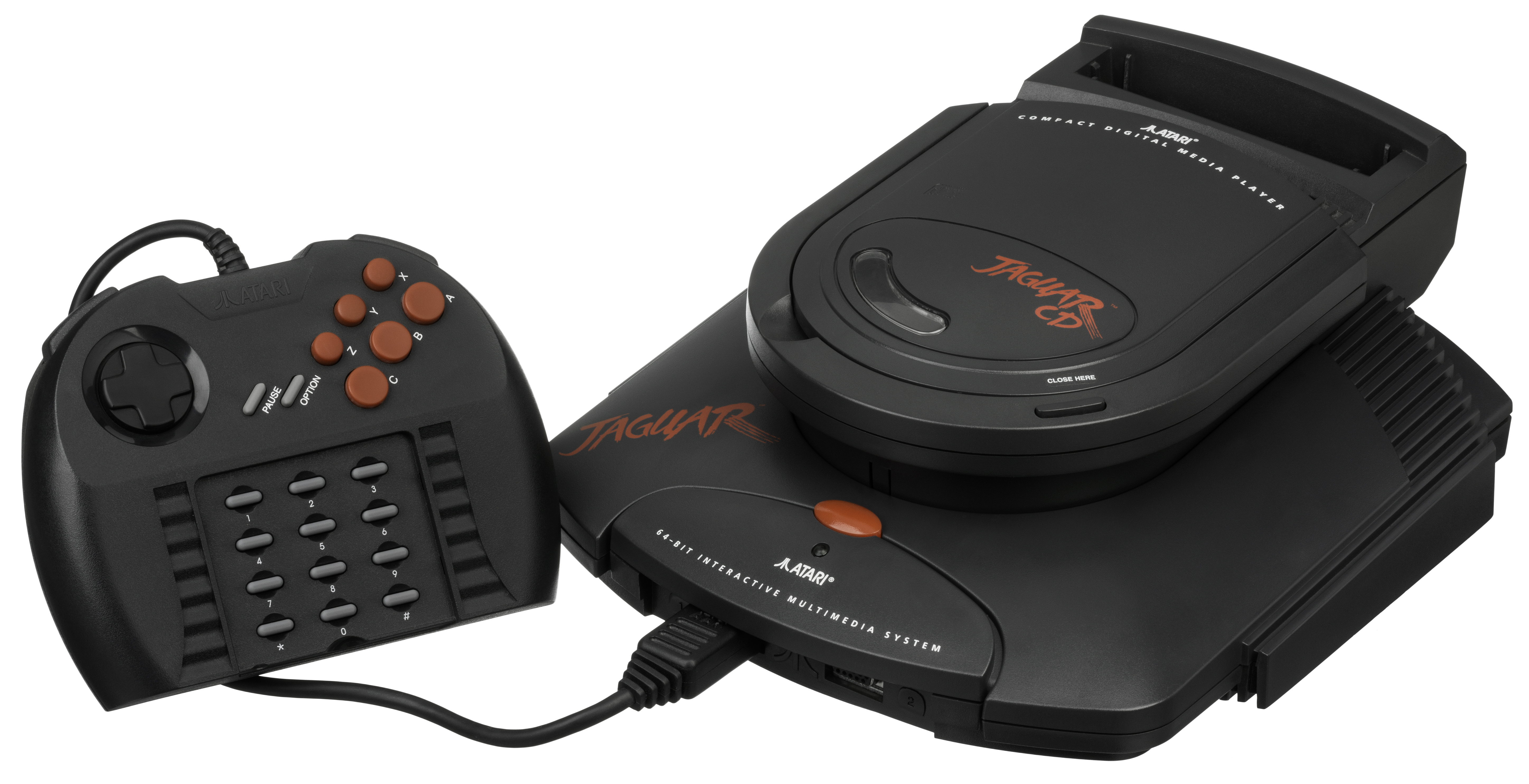
Atari Jaguar CD

## 周辺機器

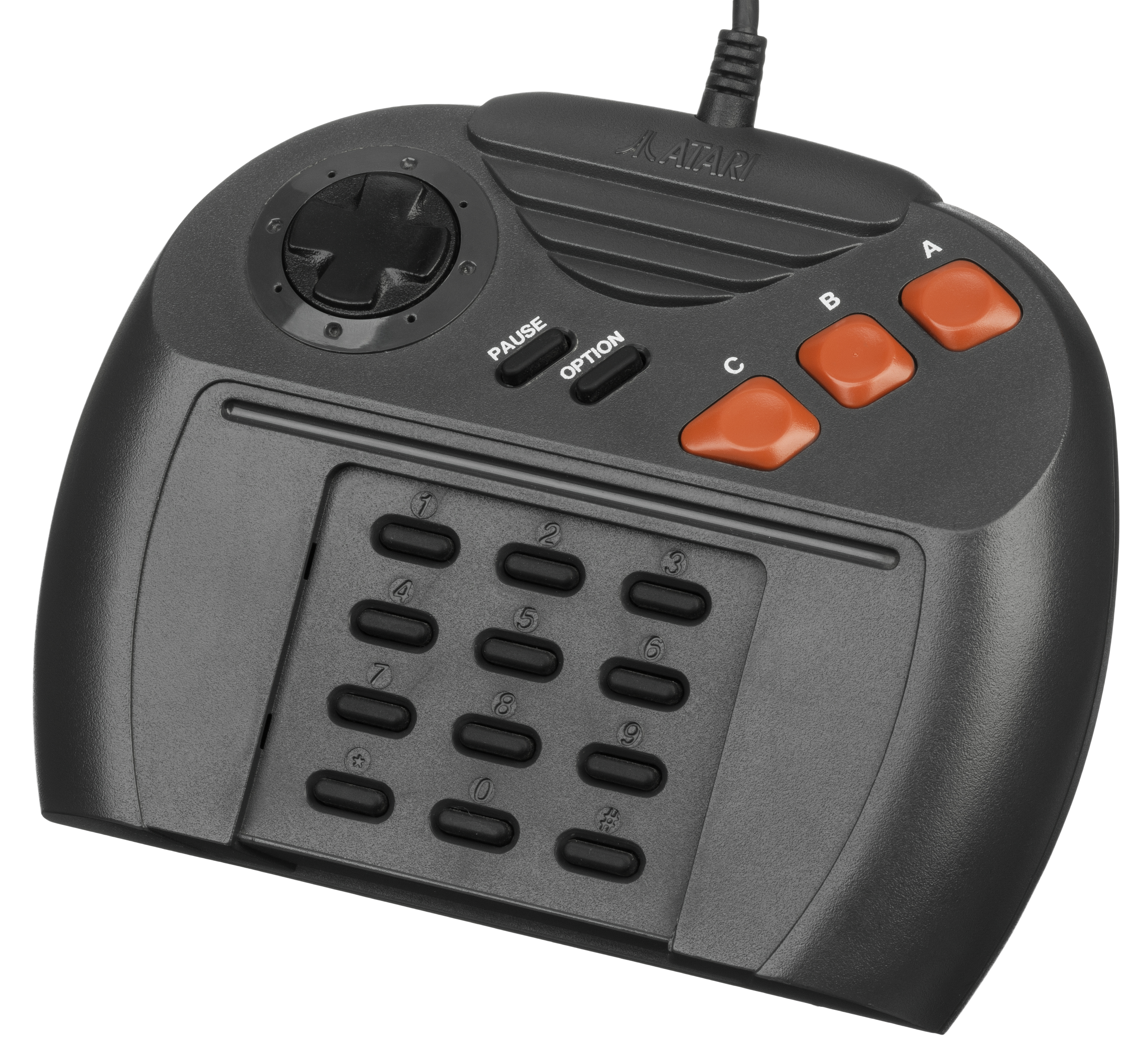
コントローラー
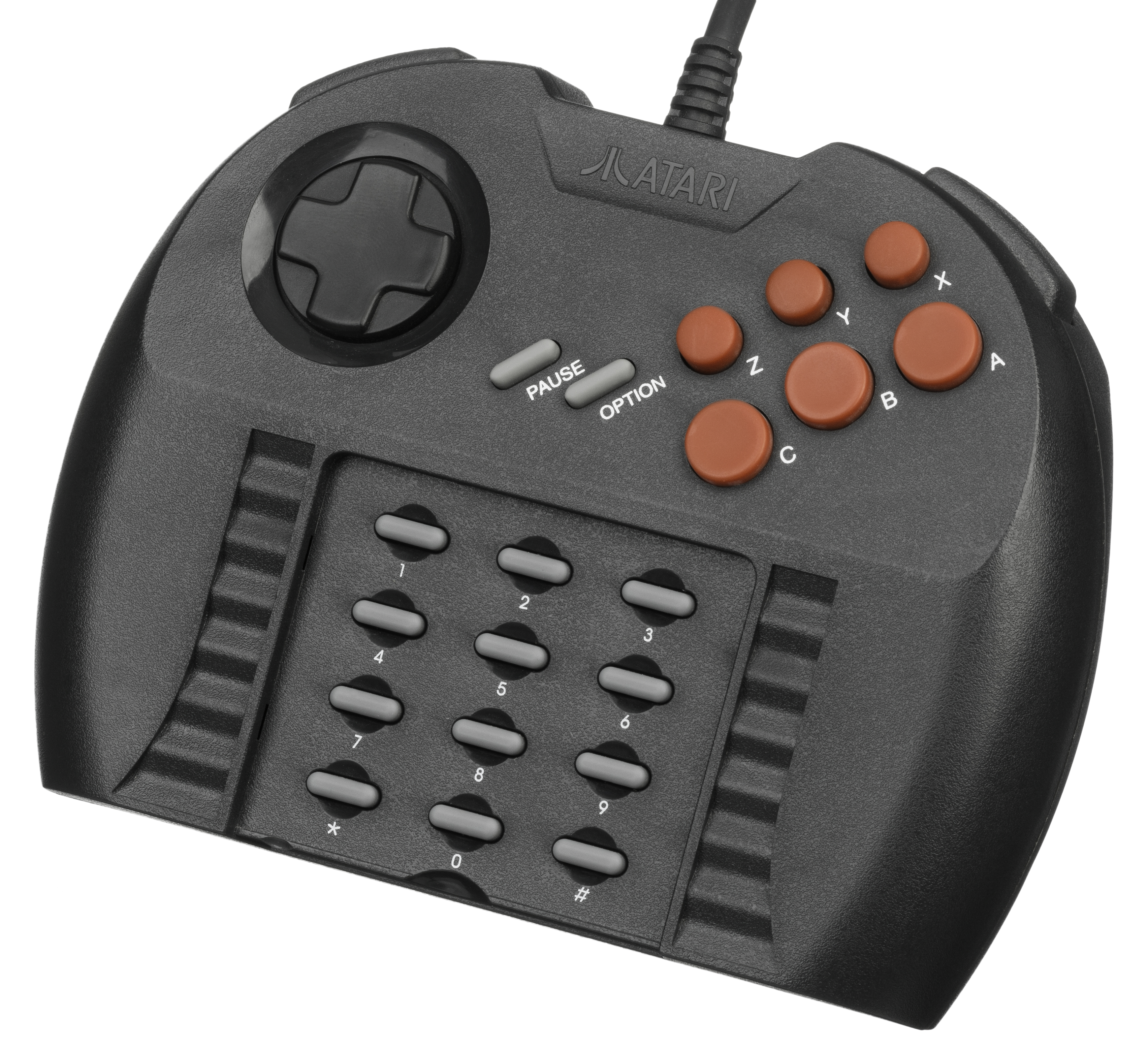
6ボタンコントローラー
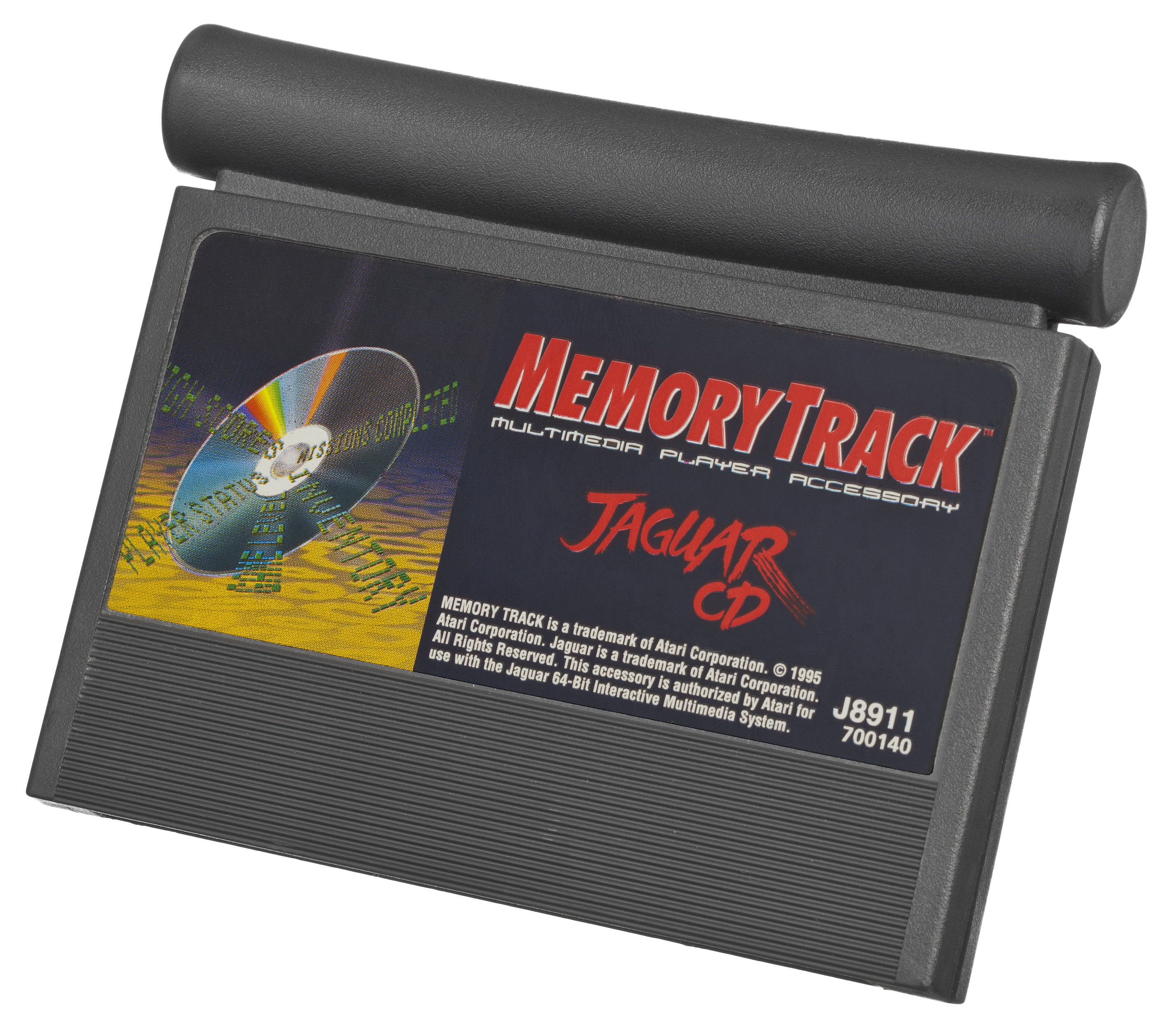
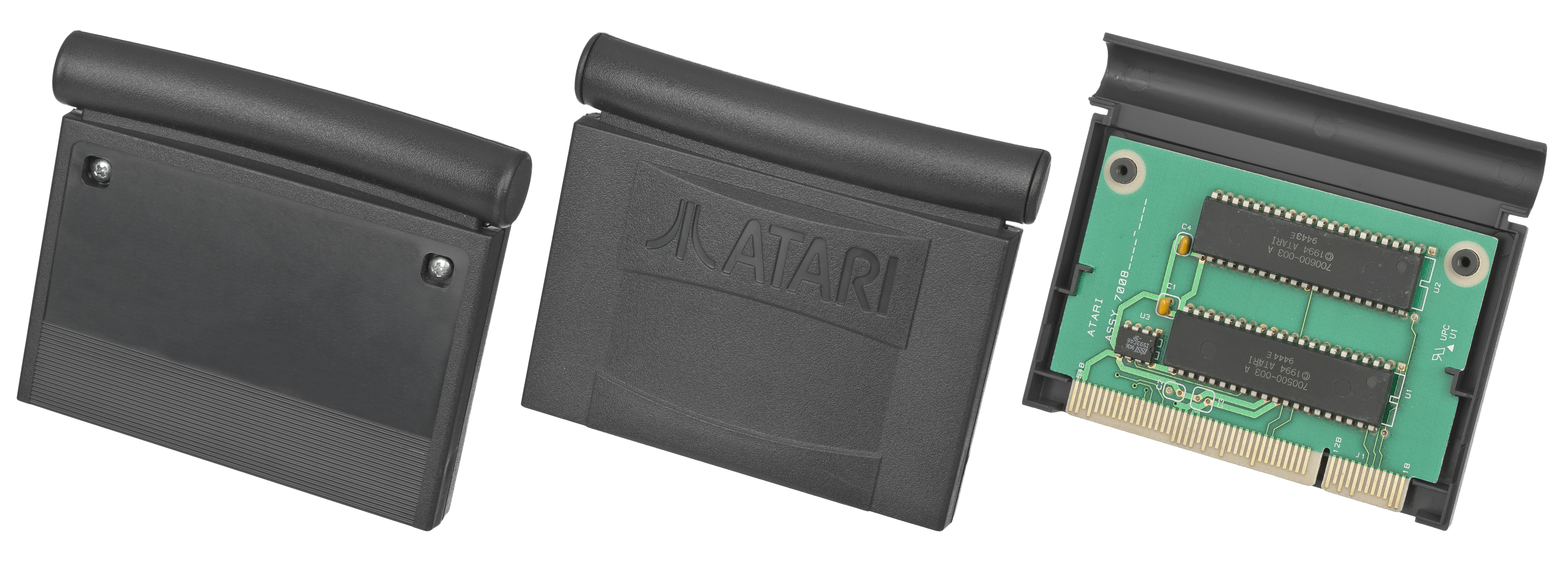
ゲームカートリッジ

## Jaguar VR
ヘッドトラッキングによる十分な没入感を実現しており、Atariの名作ゲームを3D化してリリースする予定だったJaguar VRがVirtuality社と提携してJaguar向けのヘッドセットとして開発されていたが、AtariがJaguarの販売に苦戦する内に経営状態が悪化して開発プロジェクトも中止された。

## その他
日本ではAtari Lynx同様、ムーミンが輸入代行を行ったが、ハード・ソフトともに取り扱っている店舗が秋葉原やトイザらスなど、一部地域や一部店舗に限られたため、日本でのセールスは非常に少なかった。輸入代行の総代理店であったメッセサンオーでは3,000台しか売れなかったという。アメリカ本国でも1995年の時点での本体販売台数は15万台ほどだったという。
Jaguarの生産が終了した後、Imagin Systemsという歯科用光学機器メーカーがJaguarのケーシング用成形板を購入し、Jaguarの形をした歯科用カメラを製造・販売した。カートリッジ端子はメモリの拡張スロットとして使用されていた。
これ以降、アタリは2020年にAtari VCSを発表できるようになるまでおよそ四半世紀に渡りハードウェア事業から撤退し、ブランドの身売りをするなど迷走状態が続いた。